# イリッパの戦い
イリッパの戦い（イリッパのたたかい）は、紀元前206年に起きた第二次ポエニ戦争中のローマ軍とカルタゴ軍との会戦の一つである。この戦いでローマ軍はヒスパニアのカルタゴ勢を一掃した。

## 背景
前々年の紀元前208年に起こったバエクラの戦いと前年の紀元前207年に起こったメタウルスの戦いにおいて、ヒスパニアのカルタゴ勢が敗退を重ね、ヒスパニアを事実上統治していたバルカ家は事態の打開を迫られていた。そこでジスコーネが総指揮をとり、7万4千人の兵力をもって、ヒスパニアに派遣されていたローマ軍の将軍大スキピオ（以降、スキピオ）と戦うために、ヒスパニア南部のイリッパに軍を集結させた。一方、スキピオはヒスパニアのカルタゴ勢の本拠地だったカルタゴ・ノウァを発ち、4万8千の兵力をもってイリッパの平原に向かった。イリッパの平原に到着したローマ軍は、カルタゴ勢の本拠地の一つであったカディスへの退路を防ぐため、カルタゴ軍の陣地の南側へ向かい、その後に陣営地を築いた。

## イリッパの会戦
両軍が陣営地を築いた後、数日の間、朝布陣しては夕方に陣営地に帰るといったことが繰り返された。数日後の夜、スキピオは兵士たちに、早朝に布陣するように指示を出した。翌朝、早朝に布陣したローマ軍に対し、油断していたジスコーネは動揺して、兵士たちに朝食を取らせないで急いで布陣するよう指示を出した。

### 両軍の布陣
- ローマ軍
  - 両翼：前に重・軽装歩兵、後ろに騎兵
  - 中央：ヒスパニア人兵
- カルタゴ軍
  - 両翼：最左翼と最右翼に象を配置、前にスペイン人兵、後ろに騎兵
  - 中央：カルタゴ兵

### 戦闘の展開
まず、両翼ではローマ軍の重装歩兵の攻撃で、カルタゴ軍の戦象が暴れて自軍の騎兵を攻撃した。カルタゴ軍の騎兵の混乱に乗じ、ローマ軍の騎兵が攻勢をかけ、カルタゴ軍の騎兵やヒスパニア兵が多くの損害を受けた。中央では、ローマ軍のヒスパニア兵とカルタゴ軍の兵士が互角に戦っていた。しかし、両翼をローマ軍によって包囲されたカルタゴ軍は、空腹もあって後方に敗走した。追撃しようとしたローマ軍だが、豪雨により断念した。マゴとジスコーネは大西洋岸まで逃げた後、カルタゴに逃げ帰った。

イリッパの戦いの布陣図

戦闘終盤の両軍の動き

## 戦後
スキピオは騎兵力増強のため、ヌミディアの王マシニッサ（イリッパの戦いに参加）との同盟関係を図った。また、この戦いによってヒスパニアからカルタゴ勢が一掃され、スキピオは本国に召還された。その後のスキピオはアフリカに遠征することになった。